# Red Shirt School of Photography

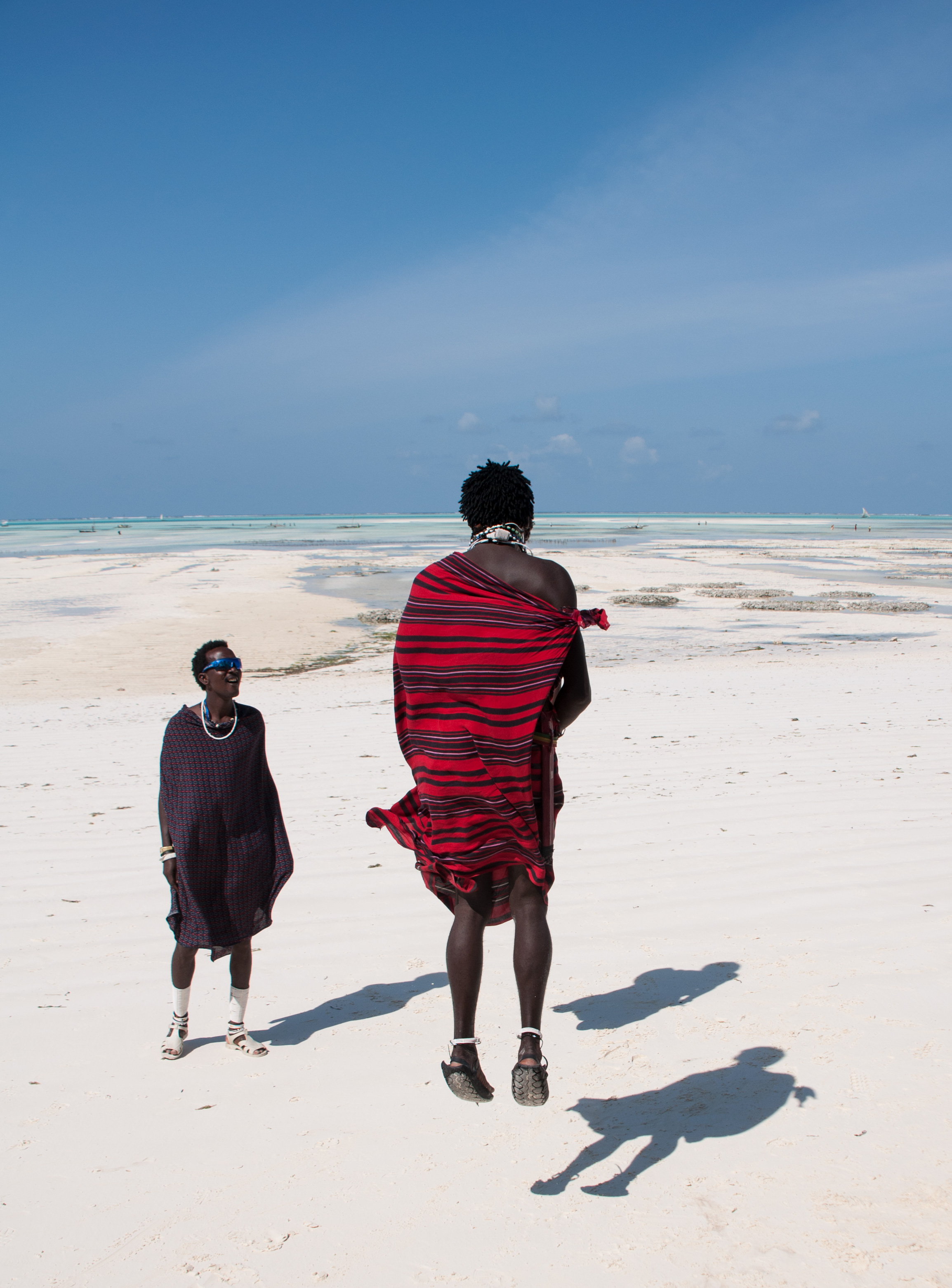
Фотография Масаи в стиле Red shirt, Занзибар. Фотограф- Род Ваддингтон

Red Shirt School of Photography (Школа фотографии «Красная рубашка»)— популярное в 1950-х годах направление современного искусства, которое заключалось в создании фотографии людей в яркой цветной одежде. Начало движения было положено фотографами National Geographic, которые выбирали моделей в чрезмерно красочной одежде (не обязательно красного цвета, хотя красный был предпочтительнее, так как он лучше всего воспроизводился на пленке Kodachrome).

## История

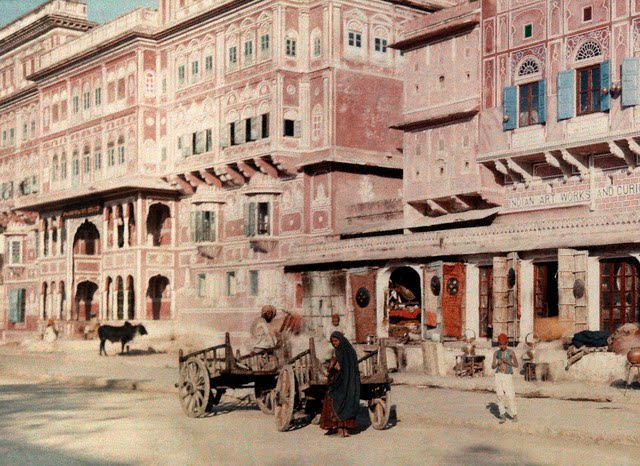
Вид на улицы Джайпура. Автор - Жюль Жерве-Куртельмон.1926

Самое раннее использование таких методов можно проследить до пионеров автохрома 1920-х годов, таких как  Жюль Жерве-Куртельмон, которые работали над заданиями National Geographic по всему миру.
Изначально термин Red Shirt School of Photography был предназначен для описания работы по созданию таких красочных фотографий многих фотографов из National Geographic конца 1950-х и начала 1960-х годов.
Поскольку цветная фотография стала популярной, цвет часто становился важным критерием при выборе объектов для фотографирования или при выборе из ранее сфотографированных изображений. Таким образом, фотографы выбирали не только красочные сцены, но и красочно одетых людей.

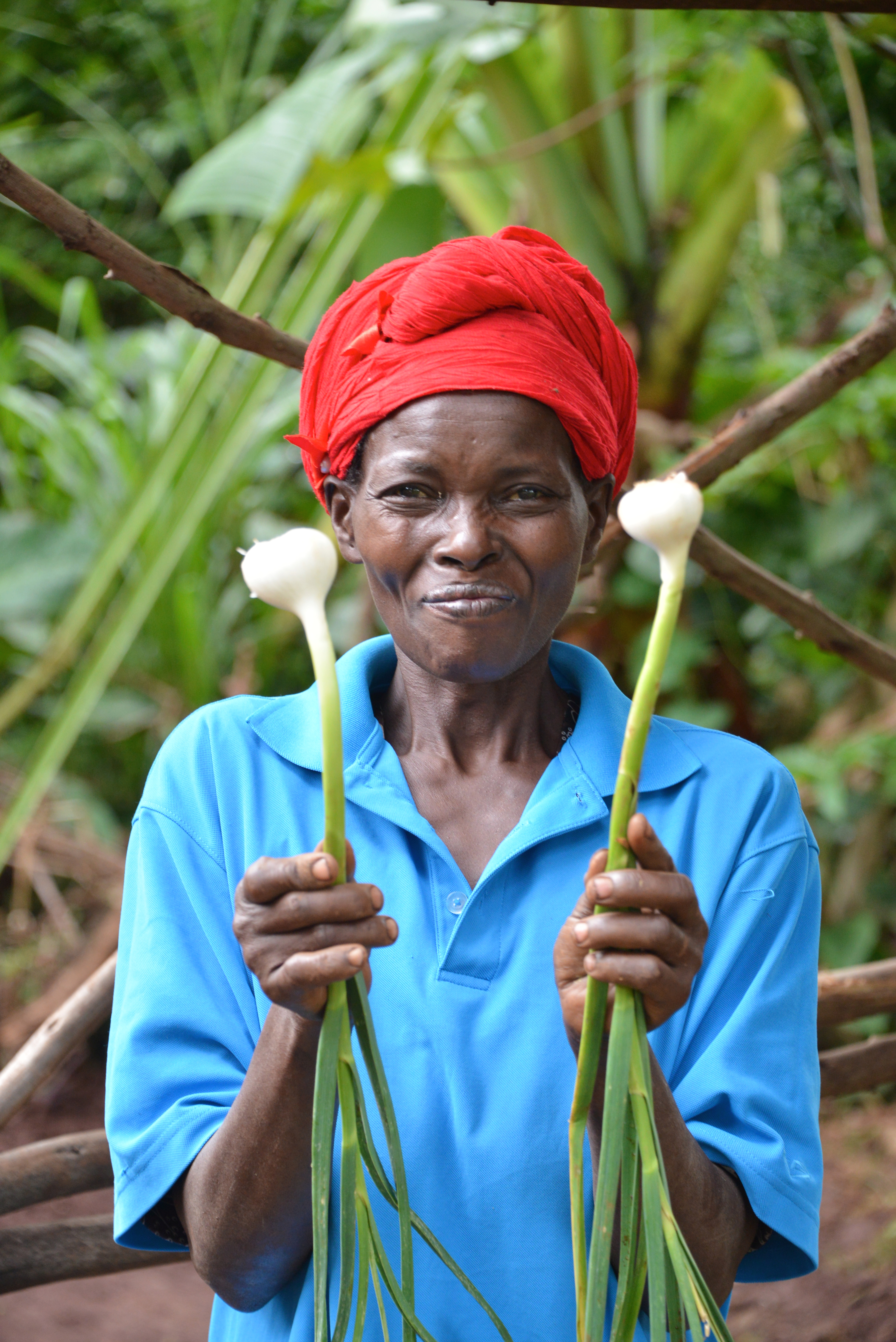
Чеснок, Wollaita, Эфиопия. Фотограф- Род Ваддингтон, 2014

Этот метод часто используется для того, чтобы сделать фотографии с тусклым пейзажем более яркими или для того, чтобы сфокусировать внимание на конкретном объекте. Таким образом, он стал особенно популярным в пейзажной фотографии, но также применяется в портретной фотографии. В National Geographic это часто фотографии масаи в Африке, которые традиционно носят красную одежду.
Фотографии Red Shirt School of Photography были похожи на открытки. В то время работали такие фотографы, как Рэй Мэнли, Джастин Локк, Чарльз У. Герберт. Где бы ни была сделана фотография, люди должны были носить что-то красное, и это не менялось до семидесятых.
Этот метод становился все более популярным по мере совершенствования технологии цветной фотографии, и его поощряли такие компании, как Kodak. Он получил импульс с распространением цифровой фотографии, поскольку цифровые фотографии могут быть легко улучшены с помощью процедур дифференциальной насыщенности цвета на разных частях изображения.
Техника повлияла на многочисленные тенденции в современной фотографии, такие как рекламная фотография, где она используется, чтобы выделить рекламируемый объект. Экстремальным вариантом школы «Красной рубашки» является фокусная цветная фотография, где оптические и / или цифровые фотографические фильтры используются для сохранения цвета только в одном фокусном объекте или области фотографии.
Стиль не следует путать с кампаниями коммерческой фотографии, в которых выделяется цвет для привлечения внимания, а также для ассоциации бренда. В качестве примера можно привести рекламную кампанию «синей коробки» от Tiffany and Co и красно-белые рекламные кампании «Кока-Кола», написанные вручную.
Термин иногда также используется в уничижительном смысле, чтобы передать ощущение «настроенного» образа.